# Copa Rosa Chevallier Boutell
La Copa Rosa Chevallier Boutell è stata una competizione calcistica disputata a cadenza irregolare tra le squadre nazionali di Argentina e Paraguay tra il 1923 e il 1971, per un totale di 15 edizioni.

## Storia
La coppa prende il nome da Francis Hepburn Chevallier-Boutell (1851-1937), che la intitolò alla moglie Rosa Granero (1861-1937). Chevallier-Boutell fu presidente della Argentine Association Football League dal 1900 al 1906 ed ebbe un figlio, Frank John (1879-19??), che giocò a calcio nel Lomas Athletic negli anni 1890. La prima formula del torneo prevedeva due incontri, disputati solitamente a 3 o 5 giorni di distanza l'uno dall'altro, da tenere alternativamente in Argentina e Paraguay; la prima edizione si svolse a Buenos Aires il 20 e il 23 maggio; il Paraguay ebbe la meglio in virtù della vittoria per 2-0 ottenuta nel primo incontro, che vanificò il successo per 1-0 che l'Argentina registrò il 23 maggio. L'edizione successiva, tenutasi ad Asunción, vide l'Argentina prevalere per 4 reti a 3 nel risultato complessivo; difatti, il regolamento prevedeva l'assegnazione del trofeo, a parità di punti, alla squadra con il maggior numero di gol realizzati. Tale formula proseguì fino al 1943 (anche se, di fatto, l'alternanza tra sedi fu limitata: le edizioni 1925, 1926 e 1931 si tennero tutte a Buenos Aires): nel 1945 vennero giocate due edizioni, una a Buenos Aires (6 e 9 gennaio) e l'altra ad Asunción (7 e 9 luglio). Nel 1950 la Copa si tenne a Buenos Aires; fu l'ultima edizione in cui venne rispettata l'iniziale alternanza delle sedi: nel 1956 si giocò una sola gara, il 15 agosto ad Asunción, e dal 1963 la Copa Chevallier Boutell cambiò la propria formula: anziché tenersi in una singola nazione, la competizione si svolgeva in andata e ritorno, ed entrambe le Nazionali giocavano una partita in casa e una in trasferta. Nel 1971 si tenne l'ultima edizione, il 4 e il 9 luglio ad Asunción e Rosario.

## Edizioni
| Anno    | Vincitore            | Sedi e risultati                                                       |
| ------- | -------------------- | ---------------------------------------------------------------------- |
| 1923    | Paraguay             | Buenos Aires, Argentina-Paraguay 0-2; 1-0                              |
| 1924    | Argentina            | Asunción, Paraguay-Argentina 1-3; 2-1                                  |
| 1925    | Argentina e Paraguay | Buenos Aires, Argentina-Paraguay 1-1; 1-1                              |
| 1926    | Argentina            | Buenos Aires, Argentina-Paraguay 2-1; 2-1                              |
| 1931    | Argentina            | Buenos Aires, Argentina-Paraguay 1-1; 3-1                              |
| 1939    | Argentina            | Asunción, Paraguay-Argentina 0-1; 2-2                                  |
| 1940    | Argentina            | Buenos Aires, Argentina-Paraguay 3-1; 4-0                              |
| 1943    | Argentina            | Asunción, Paraguay-Argentina 2-5; 2-1                                  |
| 1945-I  | Argentina            | Buenos Aires, Argentina-Paraguay 5-2; 5-3                              |
| 1945-II | Paraguay             | Asunción, Paraguay-Argentina 5-1; 1-3                                  |
| 1950    | Argentina            | Buenos Aires, Argentina-Paraguay 2-2; 4-0                              |
| 1956    | Argentina            | Asunción, Paraguay-Argentina 0-1                                       |
| 1963    | Argentina            | Asunción, Paraguay-Argentina 0-5; Buenos Aires, Argentina-Paraguay 2-3 |
| 1964    | Argentina            | Asunción, Paraguay-Argentina 3-0; Buenos Aires, Argentina-Paraguay 8-1 |
| 1971    | Argentina            | Asunción, Paraguay-Argentina 1-1; Rosario, Argentina-Paraguay 1-0      |

## Albo d'oro
- Argentina: 13 vittorie (1924, 1925,[4] 1926, 1931, 1939, 1940, 1943, 1945-I, 1950, 1963, 1964, 1971)
- Paraguay: 3 vittorie (1923, 1925,[4] 1945-II)